# Кастелверино
Кастелверѝно (на италиански: Castelverrino, на местен диалект Castëllùccë, Кастълучъ) е село и община в Централна Италия, провинция Изерния, регион Молизе. Разположено е на 600 m надморска височина. Населението на общината е 127 души (към 2013 г.).